# Christian Maximilian Baer

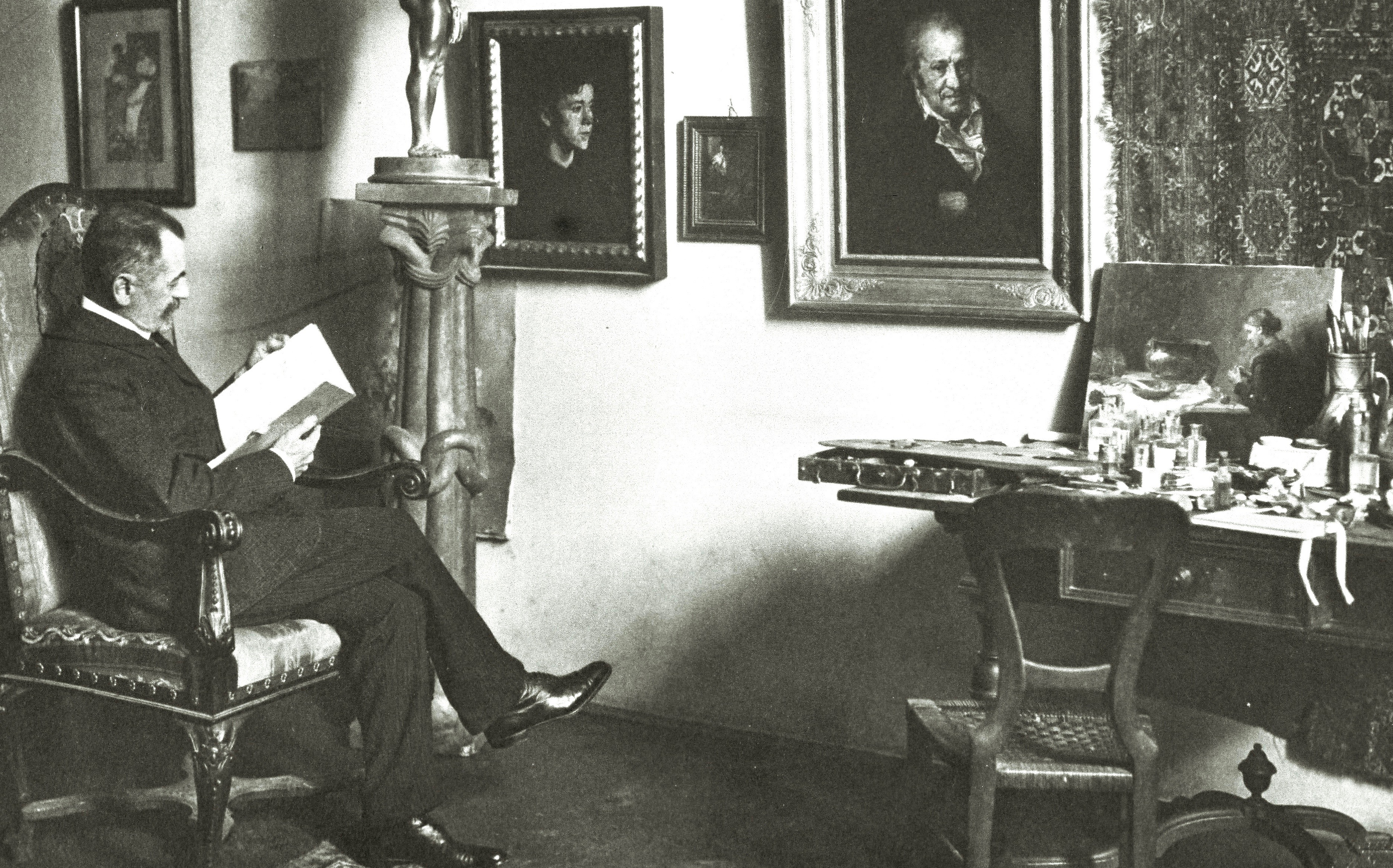
Christian M. Baer in seinem Atelier auf der Fraueninsel

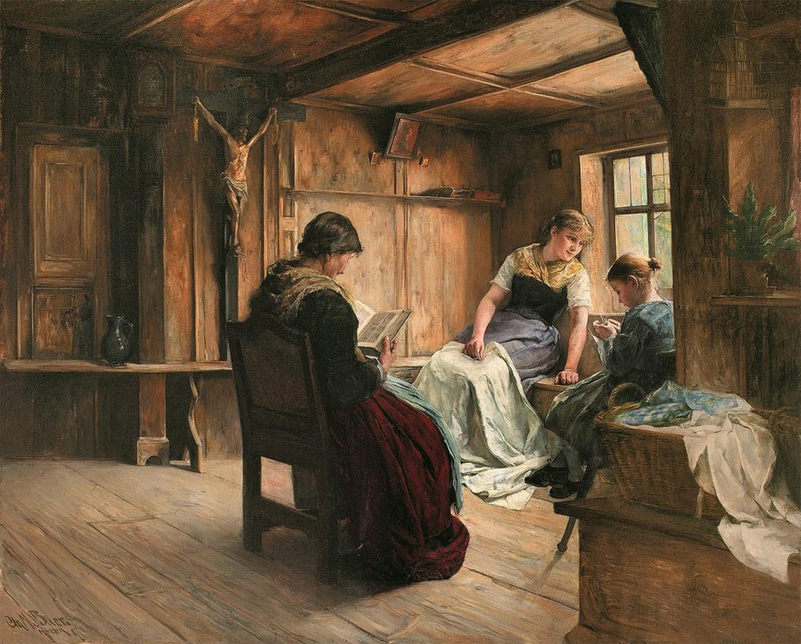
In der Bauernstube, 1887

Christian Maximilian Baer (* 24. August 1853 in St. Johannis (Nürnberg); † 31. Januar 1911 in München) war ein deutscher Stillleben-, Historien- und Genremaler.

## Leben
Baer besuchte die Handelsschule und das Gymnasium seiner Vaterstadt, studierte danach Zeichnen an der Nürnberger Königlichen Kunstgewerbeschule bei Karl Raupp und begleitete seinen Meister auf den Studienreisen in die Bayerischen Alpen.
Seit 1874 studierte Baer Malerei an der Königlichen Akademie der Künste in München bei Alexander von Wagner und später bei Wilhelm von Lindenschmit dem Jüngeren. Baer fand Anschluss an den Leibl-Trübner-Kreis. Baers Haus Nr. 21 auf der Fraueninsel, das sog. Malergütl, war künstlerischer Mittelpunkt und wurde für viele bekannte Künstler zum Begegnungszentrum. Das mittlerweile denkmalgeschützte Haus befindet sich noch heute im Besitz der Familie.
Von 1878 bis 1911 war Baer beinahe jedes Jahr auf den Münchner Glaspalastausstellungen vertreten, wo er zweimal eine Auszeichnung mit der Goldmedaille erhielt. 1895 ist er Jurymitglied für Malerei. Im Todesjahr 1911, anlässlich der Jubiläumsausstellung zu Ehren des 90. Geburtstages Sr. Kgl. Hoheit, des Prinzregenten Luitpold von Bayern, waren im Saal Nr. 39 insgesamt achtzehn Bilder von ihm ausgestellt. Viele seiner Werke erschienen in der Gartenlaube.
Seine Frau Rosa Baer, geb. Stradal (1858–1941), war die Schwester des Komponisten und Liszt-Schülers August Stradal. Sie diente ihm auch als Modell für zahlreiche seiner Bilder.

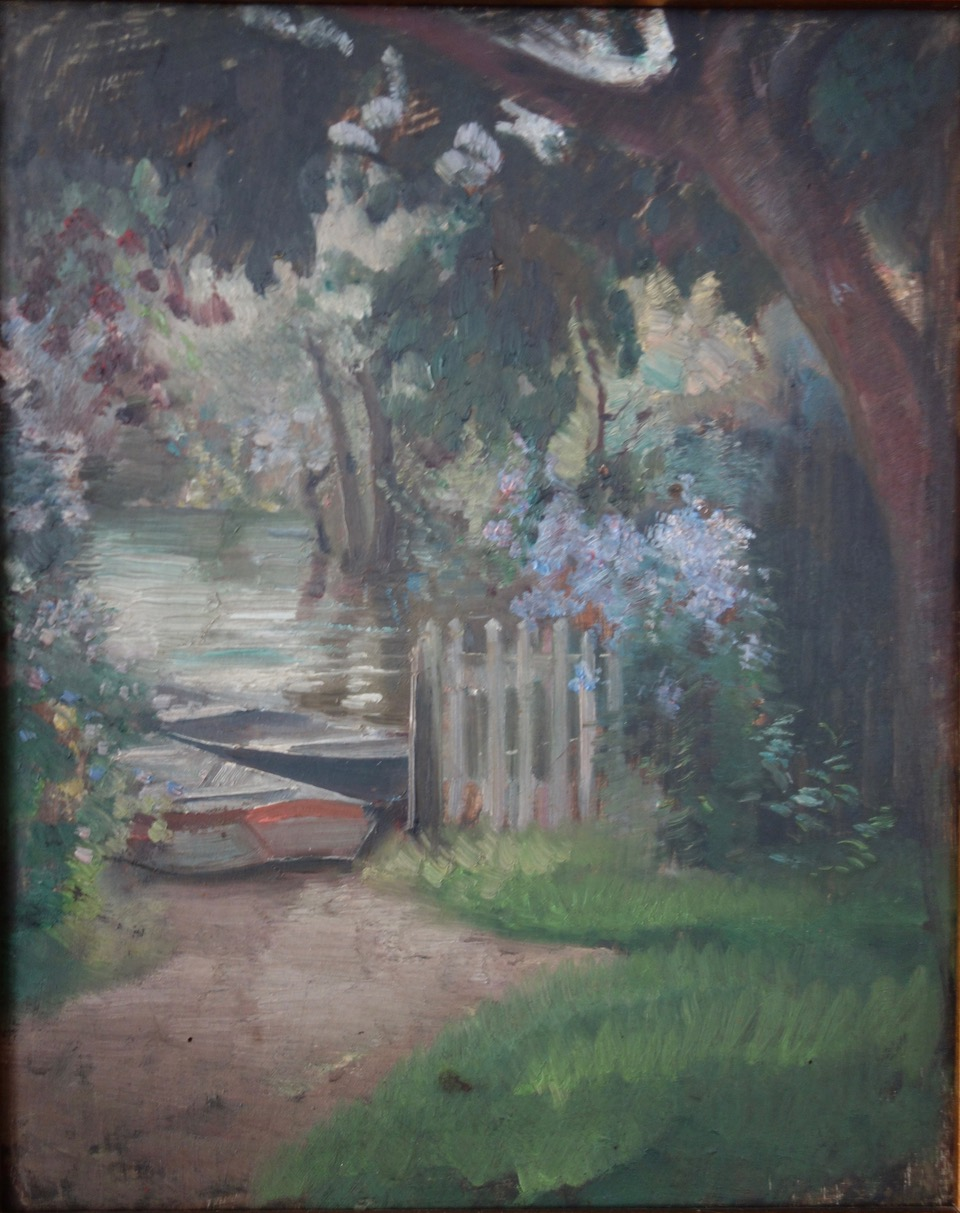
Boote am Ufer, undatiert

Der Ingenieur Herbert Baer und Friedrich Baer waren seine Söhne.

## Werk
Baer malte anfangs vor allem Jagdstillleben für Speisesäle in Schlössern sowie Interieurs und Genreszenen. Das Frühwerk ist durch tiefe kräftige Farben gekennzeichnet. Nebenbei malte er auch Porträts. Neben seinen eigenen Werken führte er 1880 auf Bestellung zwei Kopien nach Rubens und 1892/1893 sieben Bilder nach historischen Vorlagen für Luthers Sterberäume in Eisleben aus. Dabei hat er bei den Bildern von Katharina v. Bora und Martin Luther allerdings Brustbilder frei zu ganzfigurigen Darstellungen ergänzt. Das Bild "Martin Bergheim erklärt den Globus" von 1883 wurde vom rumänischen König für Schloss Sinai angekauft. In der evangelisch-lutherischen Kirche Unser Lieben Frauen bei Memmingen schuf Baer eine Deckenmalerei.
In späteren Jahren wendete sich Baer landschaftlichen Themen zu und stellte das Leben der Fraueninsel in den Mittelpunkt. Dabei nutzte er vor allem den Stil der Impressionisten.